# Open de Slovénie de tennis de table
L'Open de Slovénie ITTF est une étape du Pro-tour de tennis de table. Cette compétition est organisée par la fédération internationale de tennis de table.
L'édition 2010 a lieu du 19 au 23 janvier, et a été remportée par le coréen de 19 ans Lee Sang-su, qui s'impose devant le suédois Jens Lundqvist. C'est la première fois dans l'histoire du PRo Tour qu'un joueur issu des qualifications remporte le titre.
L'édition 2009 s'est déroulée du 13 au 17 janvier. Hao Suai s'est imposé en simple messieurs en battant son compatriote Zhang Chao. Cao Zhen s'est imposée chez les femmes. Xu Xin et Zhang Chao ont triomphé en double messieurs et Cao Zhen et Fang Yin ont gagné le double féminin. On notera la victoire d'Abdel-Kader Salifou en simple hommes chez les moins de 21 ans.
Le vainqueur de l'édition 2008 était le français Emmanuel Lebesson chez les moins de 21 ans.
Le World Tour est arrêté fin 2020 et est remplacé par les épreuves de la WTT marquant la fin des "tournois open" de l'ITTF.

## Palmarès

### Open ITTF
| année | Catégorie        | simple messieurs  | double messieurs                 | simple dames  | double dames                       | U21 messieurs       | U21 dames               |
| ----- | ---------------- | ----------------- | -------------------------------- | ------------- | ---------------------------------- | ------------------- | ----------------------- |
| 2005  | Pro Tour         | Fedor Kuzmin      | Ko Lai Chak Li Ching             | Li Jiawei     | Tie Yana Zhang Rui                 | Johan Axelqvist     | Nicoleta Stefanova      |
| 2006  | Pro Tour         | Wang Hao          | Hao Shuai Ma Long                | Guo Yue       | Guo Yue Li Xiaoxia                 | Loic Bobillier      | Iveta Vacenovska        |
| 2007  | Pro Tour         | Wang Hao          | Chen Qi Wang Liqin               | Guo Yue       | Guo Yan Zhang Yining               | Lee Jink-won        | Daniela Monteiro Dodean |
| 2008  | Pro Tour         | Vladimir Samsonov | Chang Yen-Shu Chiang Peng-Lung   | Li Jiao       | Irina Kotikhina Li Jie             | Emmanuel Lebesson   | Daniela Monteiro Dodean |
| 2009  | Pro Tour         | Hao Shuai         | Zhang Chao Xu Xin                | Cao Zhen      | Cao Zhen Fan Ying                  | Abdel-Kader Salifou | Elizabeta Samara        |
| 2010  | Pro Tour         | Lee Sang-su       | Alexander Shibaev Alexei Smirnov | Li Qian       | Svetlana Ganina Viktoria Pavlovich | Kim Min-seok (en)   | Li Qian                 |
| 2011  | Pro Tour         | Xu Xin            | Wang Hao Zhang Jike              | Wu Yang       | Guo Yue Li Xiaoxia                 | Kim Min-seok (en)   | Lee Ho Ching            |
| 2012  | World Tour       | Zhang Jike        | Ma Long Zhang Jike               | Ding Ning     | Ding Ning Guo Yan                  | Simon Gauzy         | Kasumi Ishikawa         |
| 2016  | Challenge Series | Jun Mizutani      | Ho Kwan Kit Wong Chun Ting       | Feng Tianwei  | Maria Dolgikh Polina Mikhaïlova    | Joao Geraldo        | Hitomi Sato             |
| 2017  | Challenge Series | Bastian Steger    | Choi Won-jin Lee Jung-woo        | Hitomi Sato   | Matilda Ekholm Georgina Pota       | Yuki Matsuyama      | Adriana Díaz            |
| 2018  | Challenge Series | Mizuki Oikawa     | Marek Badowski Patryk Zatowka    | Miyu Katō     | Ng Wing Nam Minnie Soo Wai Yam     | Bence Majoros       | Saki Shibata            |
| 2019  | Challenge Series | Wei Shihao        | Eric Jouti Gustavo Tsuboi        | Georgina Póta | Miyuu Kihara Miyu Nagasaki         | Feng Yi-hsin        | Miyu Nagasaki           |

### Tournois WTT

#### Série WTT
| Année & Lieu     | Tournoi                           | Simple messieurs | Double messieurs                 | Simple dames  | Double dames                       | Double mixte                  |
| ---------------- | --------------------------------- | ---------------- | -------------------------------- | ------------- | ---------------------------------- | ----------------------------- |
| 2021 Laško       | WTT Contender Laško (de)          | Liang Jingkun    | Zhou Qihao Lin Gaoyuan           | Wang Yidi     | Manika Batra Archana Girish Kamath | Wang Chuqin Wang Yidi         |
| 2021 Laško       | WTT Contender Novo Mesto (de)     | Liang Jingkun    | Zhou Qihao Lin Gaoyuan           | Liu Weishan   | Wang Yidi Liu Weishan              | Wang Chuqin Wang Yidi         |
| 2022 Nova Gorica | WTT Contender Nova Gorica (de)    | Hiroto Shinozuka | Hiroto Shinozuka Shunsuke Togami | Shin Yu-bin   | Doo Hoi Kem Zhu Chengzhu           | Lim Jong-hoon Shin Yu-bin     |
| 2023 Ljubljana   | WTT Star Contender Ljubljana (de) | Fan Zhendong     | Lin Shidong Xiang Peng           | Sun Yingsha   | Wang Yidi Kuai Man                 | Wang Chuqin Sun Yingsha       |
| 2024 Ljubljana   | WTT Star Contender Ljubljana (de) | Hugo Calderano   | Anton Källberg Kristian Karlsson | Hina Hayata   | Miyuu Kihara Miyu Nagasaki         | Tomokazu Harimoto Hina Hayata |
| 2025 Ljubljana   | WTT Star Contender Ljubljana (de) | Hugo Calderano   | Lim Jong-hoon An Jae-hyun        | Miyu Nagasaki | Miwa Harimoto Satsuki Ōdō          | Lim Jong-hoon Shin Yu-bin     |

#### Série Feeder
| Année & Lieu    | Tournoi              | Simple messieurs    | Double messieurs              | Simple dames  | Double dames             | Double mixte             |
| --------------- | -------------------- | ------------------- | ----------------------------- | ------------- | ------------------------ | ------------------------ |
| 2022 Novo Mesto | WTT Feeder Otocec    | Jang Woo-jin        | Jang Woo-jin Cho Dae-seong    | Miu Hirano    | Doo Hoi Kem Zhu Chengzhu | Lin Shidong Kuai Man     |
| 2023 Novo Mesto | WTT Feeder Otocec    | Kirill Gerassimenko | Xue Fei Cao Wei               | Shi Xunyao    | María Xiao Adina Diaconu | Liu Dingshuo Liu Weishan |
| 2024 Novo Mesto | WTT Feeder Otocec    | Cho Dae-seong       | Park Gang-hyeon Kim Min-hyeok | Park Ga-hyeon | Lee Eun-hye Kim Ha-yeong | Álvaro Robles María Xiao |
| 2025 Novo Mesto | WTT Feeder Otocec    | Cho Seung-min       | Jang Seongil Woo Hyeonggyu    | Saki Shibata  | Hitomi Sato Saki Shibata | Ivor Ban Hana Arapovic   |
| 2025 Novo Mesto | WTT Feeder Otocec II | Simon Gauzy         | Cho Seung-min Kim Minhyeok    | Hitomi Sato   | Mateja Jeger Lea Rakovac | Ivor Ban Hana Arapovic   |